# Női kosárlabdatorna a 2008. évi nyári olimpiai játékokon
A 2008. évi nyári olimpiai játékokon a női kosárlabdatornát augusztus 9. és 23. között rendezték. A tornán 12 nemzet csapata vett részt.

## Résztvevők
| Rendező     | Kína (CHN)                                                                                             |
| Világbajnok | Ausztrália (AUS)                                                                                       |
| Afrika      | Mali (MLI)                                                                                             |
| Amerika     | Egyesült Államok (USA) · Brazília (BRA)                                                                |
| Ázsia       | Dél-Korea (KOR)                                                                                        |
| Európa      | Oroszország (RUS) · Spanyolország (ESP) · Csehország (CZE) · Lettország (LAT) · Fehéroroszország (BLR) |
| Óceánia     | Új-Zéland (NZL)                                                                                        |

## Lebonyolítás
A 12 résztvevőt 2 darab 6 csapatos csoportba sorsolták. Körmérkőzések döntötték el a csoportok végeredményét. A csoportból az első négy helyezett jutott tovább a negyeddöntőbe, ahonnan egyenes kieséses rendszerben folytatódott a torna. A csoportok ötödik valamint a hatodik helyezettjei kiestek.

## Csoportkör
| Színmagyarázat                                              |
| ----------------------------------------------------------- |
| A csoportok első négy helyezettje bejutott a negyeddöntőbe. |
| A csoportok ötödik és hatodik helyezettjei kiestek.         |

### A csoport
| Csapat                 | M | Gy | V | P+  | P–  | Pk   |
| ---------------------- | - | -- | - | --- | --- | ---- |
| Ausztrália (AUS)       | 5 | 5  | 0 | 424 | 319 | +105 |
| Oroszország (RUS)      | 5 | 4  | 1 | 339 | 333 | +6   |
| Fehéroroszország (BLR) | 5 | 2  | 3 | 324 | 332 | –8   |
| Dél-Korea (KOR)        | 5 | 2  | 3 | 327 | 360 | –33  |
| Lettország (LAT)       | 5 | 1  | 4 | 334 | 387 | –53  |
| Brazília (BRA)         | 5 | 1  | 4 | 337 | 354 | –17  |

| 2008. augusztus 9. 09:00 | Fehéroroszország (BLR)                   | 64–83     | Ausztrália (AUS) | Vukoszung Sportcsarnok, Peking Nézőszám: 11 083 Játékvezetők: Nikolaos Zavlanos (GRE) |
| 2008. augusztus 9. 09:00 | (12–19, 16–25, 22–21, 14–18) Jegyzőkönyv |           |                  | Vukoszung Sportcsarnok, Peking Nézőszám: 11 083 Játékvezetők: Nikolaos Zavlanos (GRE) |
| 2008. augusztus 9. 09:00 | Levcsanka, Troina 13                     | Pont      | Jackson 18       | Vukoszung Sportcsarnok, Peking Nézőszám: 11 083 Játékvezetők: Nikolaos Zavlanos (GRE) |
| 2008. augusztus 9. 09:00 | Levcsanka 10                             | Lepattanó | Batkovic 12      | Vukoszung Sportcsarnok, Peking Nézőszám: 11 083 Játékvezetők: Nikolaos Zavlanos (GRE) |
| 2008. augusztus 9. 09:00 | Marcsanka 2                              | Gólpassz  | Harrower 5       | Vukoszung Sportcsarnok, Peking Nézőszám: 11 083 Játékvezetők: Nikolaos Zavlanos (GRE) |

| 2008. augusztus 9. 16:45 | Brazília (BRA)                                 | 62–68 (h. u.) | Dél-Korea (KOR)          | Vukoszung Sportcsarnok, Peking Nézőszám: 11 083 Játékvezetők: Fabio Facchini (ITA) |
| 2008. augusztus 9. 16:45 | (14–13, 14–13, 15–15, 12–14, 13–7) Jegyzőkönyv |               |                          | Vukoszung Sportcsarnok, Peking Nézőszám: 11 083 Játékvezetők: Fabio Facchini (ITA) |
| 2008. augusztus 9. 16:45 | Santos 13                                      | Pont          | Pjon Jonha, Cshö Juna 19 | Vukoszung Sportcsarnok, Peking Nézőszám: 11 083 Játékvezetők: Fabio Facchini (ITA) |
| 2008. augusztus 9. 16:45 | Nascimento 12                                  | Lepattanó     | Csong Szonmin 8          | Vukoszung Sportcsarnok, Peking Nézőszám: 11 083 Játékvezetők: Fabio Facchini (ITA) |
| 2008. augusztus 9. 16:45 | Jacintho 3                                     | Gólpassz      | Csong Szonmin 5          | Vukoszung Sportcsarnok, Peking Nézőszám: 11 083 Játékvezetők: Fabio Facchini (ITA) |

| 2008. augusztus 9. 22:15 | Oroszország (RUS)                      | 62–57     | Lettország (LAT)    | Vukoszung Sportcsarnok, Peking Nézőszám: 11 083 Játékvezetők: Pablo Estevez (ARG) |
| 2008. augusztus 9. 22:15 | (14–7, 15–24, 12–17, 21–9) Jegyzőkönyv |           |                     | Vukoszung Sportcsarnok, Peking Nézőszám: 11 083 Játékvezetők: Pablo Estevez (ARG) |
| 2008. augusztus 9. 22:15 | Scsogoleva, Korsztyin 12               | Pont      | Jansone 24          | Vukoszung Sportcsarnok, Peking Nézőszám: 11 083 Játékvezetők: Pablo Estevez (ARG) |
| 2008. augusztus 9. 22:15 | Scsogoleva 12                          | Lepattanó | Tamane 6, Kubliņa 6 | Vukoszung Sportcsarnok, Peking Nézőszám: 11 083 Játékvezetők: Pablo Estevez (ARG) |
| 2008. augusztus 9. 22:15 | Rahmatulina 5                          | Gólpassz  | Jēkabsone-Žogota 6  | Vukoszung Sportcsarnok, Peking Nézőszám: 11 083 Játékvezetők: Pablo Estevez (ARG) |

| 2008. augusztus 11. 14:30 | Dél-Korea (KOR)                          | 72–77     | Oroszország (RUS)        | Vukoszung Sportcsarnok, Peking Nézőszám: 11 083 Játékvezetők: Petr Sudek (SVK) |
| 2008. augusztus 11. 14:30 | (15–24, 20–13, 24–21, 13–19) Jegyzőkönyv |           |                          | Vukoszung Sportcsarnok, Peking Nézőszám: 11 083 Játékvezetők: Petr Sudek (SVK) |
| 2008. augusztus 11. 14:30 | Cshö Juna 13                             | Pont      | Korsztyin, Scsogoleva 13 | Vukoszung Sportcsarnok, Peking Nézőszám: 11 083 Játékvezetők: Petr Sudek (SVK) |
| 2008. augusztus 11. 14:30 | Szin Csongdzsa 3                         | Lepattanó | Oszipova 9               | Vukoszung Sportcsarnok, Peking Nézőszám: 11 083 Játékvezetők: Petr Sudek (SVK) |
| 2008. augusztus 11. 14:30 | Csong Szonmin 6                          | Gólpassz  | Rahmatulina 5            | Vukoszung Sportcsarnok, Peking Nézőszám: 11 083 Játékvezetők: Petr Sudek (SVK) |

| 2008. augusztus 11. 16:45 | Lettország (LAT)                        | 57–79     | Fehéroroszország (BLR) | Vukoszung Sportcsarnok, Peking Nézőszám: 11 083 Játékvezetők: Ilija Belosevic (SRB) |
| 2008. augusztus 11. 16:45 | (20–21, 15–19, 14–20, 8–19) Jegyzőkönyv |           |                        | Vukoszung Sportcsarnok, Peking Nézőszám: 11 083 Játékvezetők: Ilija Belosevic (SRB) |
| 2008. augusztus 11. 16:45 | Baško 19                                | Pont      | Levcsanka 22           | Vukoszung Sportcsarnok, Peking Nézőszám: 11 083 Játékvezetők: Ilija Belosevic (SRB) |
| 2008. augusztus 11. 16:45 | Jansone, Kubliņa, Tamane 6              | Lepattanó | Veramejenka 9          | Vukoszung Sportcsarnok, Peking Nézőszám: 11 083 Játékvezetők: Ilija Belosevic (SRB) |
| 2008. augusztus 11. 16:45 | Eglīte 3                                | Gólpassz  | Marcsanka 5            | Vukoszung Sportcsarnok, Peking Nézőszám: 11 083 Játékvezetők: Ilija Belosevic (SRB) |

| 2008. augusztus 11. 22:15 | Ausztrália (AUS)                         | 80–65     | Brazília (BRA) | Vukoszung Sportcsarnok, Peking Nézőszám: 11 083 Játékvezetők: Nikolaos Pitsilkas (GRE) |
| 2008. augusztus 11. 22:15 | (29–14, 21–15, 11–20, 19–16) Jegyzőkönyv |           |                | Vukoszung Sportcsarnok, Peking Nézőszám: 11 083 Játékvezetők: Nikolaos Pitsilkas (GRE) |
| 2008. augusztus 11. 22:15 | Summerton 18                             | Pont      | Santos 21      | Vukoszung Sportcsarnok, Peking Nézőszám: 11 083 Játékvezetők: Nikolaos Pitsilkas (GRE) |
| 2008. augusztus 11. 22:15 | Taylor 8                                 | Lepattanó | Santos 10      | Vukoszung Sportcsarnok, Peking Nézőszám: 11 083 Játékvezetők: Nikolaos Pitsilkas (GRE) |
| 2008. augusztus 11. 22:15 | Harrower 5                               | Gólpassz  | Santos 3       | Vukoszung Sportcsarnok, Peking Nézőszám: 11 083 Játékvezetők: Nikolaos Pitsilkas (GRE) |

| 2008. augusztus 13. 09:00 | Fehéroroszország (BLR)                  | 65–71     | Oroszország (RUS) | Vukoszung Sportcsarnok, Peking Nézőszám: 11 083 Játékvezetők: Eddie Rush (USA) |
| 2008. augusztus 13. 09:00 | (19–20, 8–15, 13–17, 25–19) Jegyzőkönyv |           |                   | Vukoszung Sportcsarnok, Peking Nézőszám: 11 083 Játékvezetők: Eddie Rush (USA) |
| 2008. augusztus 13. 09:00 | Marcsanka 16                            | Pont      | Sztyepanova 13    | Vukoszung Sportcsarnok, Peking Nézőszám: 11 083 Játékvezetők: Eddie Rush (USA) |
| 2008. augusztus 13. 09:00 | Levcsanka 12                            | Lepattanó | Abroszimova 10    | Vukoszung Sportcsarnok, Peking Nézőszám: 11 083 Játékvezetők: Eddie Rush (USA) |
| 2008. augusztus 13. 09:00 | Levcsanka 4                             | Gólpassz  | Korsztyin 2       | Vukoszung Sportcsarnok, Peking Nézőszám: 11 083 Játékvezetők: Eddie Rush (USA) |

| 2008. augusztus 13. 14:30 | Brazília (BRA)                           | 78–79     | Lettország (LAT)    | Vukoszung Sportcsarnok, Peking Nézőszám: 11 083 Játékvezetők: Reynaldo Mercedes (DOM) |
| 2008. augusztus 13. 14:30 | (23–14, 13–17, 23–26, 19–22) Jegyzőkönyv |           |                     | Vukoszung Sportcsarnok, Peking Nézőszám: 11 083 Játékvezetők: Reynaldo Mercedes (DOM) |
| 2008. augusztus 13. 14:30 | Zakrzeski 16                             | Pont      | Jēkabsone-Žogota 25 | Vukoszung Sportcsarnok, Peking Nézőszám: 11 083 Játékvezetők: Reynaldo Mercedes (DOM) |
| 2008. augusztus 13. 14:30 | Santos, Zakrzeski 9                      | Lepattanó | Kubliņa 7           | Vukoszung Sportcsarnok, Peking Nézőszám: 11 083 Játékvezetők: Reynaldo Mercedes (DOM) |
| 2008. augusztus 13. 14:30 | Pinto 4                                  | Gólpassz  | Jēkabsone-Žogota 5  | Vukoszung Sportcsarnok, Peking Nézőszám: 11 083 Játékvezetők: Reynaldo Mercedes (DOM) |

| 2008. augusztus 13. 20:00 | Ausztrália (AUS)                         | 62–90     | Dél-Korea (KOR) | Vukoszung Sportcsarnok, Peking Nézőszám: 11 083 Játékvezetők: Romualdas Brazauskas (LTU) |
| 2008. augusztus 13. 20:00 | (23–14, 24–19, 26–17, 17–12) Jegyzőkönyv |           |                 | Vukoszung Sportcsarnok, Peking Nézőszám: 11 083 Játékvezetők: Romualdas Brazauskas (LTU) |
| 2008. augusztus 13. 20:00 | Taylor, Batkovic 18                      | Pont      | Pjon Jonha 20   | Vukoszung Sportcsarnok, Peking Nézőszám: 11 083 Játékvezetők: Romualdas Brazauskas (LTU) |
| 2008. augusztus 13. 20:00 | Batkovic 10                              | Lepattanó | hét játékos 2   | Vukoszung Sportcsarnok, Peking Nézőszám: 11 083 Játékvezetők: Romualdas Brazauskas (LTU) |
| 2008. augusztus 13. 20:00 | Harrower 5                               | Gólpassz  | I Dzsonge 5     | Vukoszung Sportcsarnok, Peking Nézőszám: 11 083 Játékvezetők: Romualdas Brazauskas (LTU) |

| 2008. augusztus 15. 11:15 | Lettország (LAT)                         | 73–96     | Ausztrália (AUS)   | Vukoszung Sportcsarnok, Peking Nézőszám: 11 083 Játékvezetők: Pablo Estevez (ARG) |
| 2008. augusztus 15. 11:15 | (18–19, 20–22, 18–35, 17–20) Jegyzőkönyv |           |                    | Vukoszung Sportcsarnok, Peking Nézőszám: 11 083 Játékvezetők: Pablo Estevez (ARG) |
| 2008. augusztus 15. 11:15 | Tāre 14                                  | Pont      | Jackson 30         | Vukoszung Sportcsarnok, Peking Nézőszám: 11 083 Játékvezetők: Pablo Estevez (ARG) |
| 2008. augusztus 15. 11:15 | Brumermane, Jansone 5                    | Lepattanó | Taylor 11          | Vukoszung Sportcsarnok, Peking Nézőszám: 11 083 Játékvezetők: Pablo Estevez (ARG) |
| 2008. augusztus 15. 11:15 | Tāre 4                                   | Gólpassz  | Harrower, Taylor 4 | Vukoszung Sportcsarnok, Peking Nézőszám: 11 083 Játékvezetők: Pablo Estevez (ARG) |

| 2008. augusztus 15. 14:30 | Oroszország (RUS)                       | 74–64     | Brazília (BRA) | Vukoszung Sportcsarnok, Peking Nézőszám: 11 083 Játékvezetők: Luigi Lamonica (ITA) |
| 2008. augusztus 15. 14:30 | (21–26, 14–15, 19–15, 20–8) Jegyzőkönyv |           |                | Vukoszung Sportcsarnok, Peking Nézőszám: 11 083 Játékvezetők: Luigi Lamonica (ITA) |
| 2008. augusztus 15. 14:30 | Scsogoleva 14                           | Pont      | Pinto 21       | Vukoszung Sportcsarnok, Peking Nézőszám: 11 083 Játékvezetők: Luigi Lamonica (ITA) |
| 2008. augusztus 15. 14:30 | Korsztyin 10                            | Lepattanó | Zakrzeski 5    | Vukoszung Sportcsarnok, Peking Nézőszám: 11 083 Játékvezetők: Luigi Lamonica (ITA) |
| 2008. augusztus 15. 14:30 | Korsztyin 5                             | Gólpassz  | Pinto 6        | Vukoszung Sportcsarnok, Peking Nézőszám: 11 083 Játékvezetők: Luigi Lamonica (ITA) |

| 2008. augusztus 15. 22:15 | Dél-Korea (KOR)                         | 53–63     | Fehéroroszország (BLR) | Vukoszung Sportcsarnok, Peking Nézőszám: 11 083 Játékvezetők: Nikolaos Pitsilkas (GRE) |
| 2008. augusztus 15. 22:15 | (15–12, 13–21, 9–17, 16–13) Jegyzőkönyv |           |                        | Vukoszung Sportcsarnok, Peking Nézőszám: 11 083 Játékvezetők: Nikolaos Pitsilkas (GRE) |
| 2008. augusztus 15. 22:15 | I Miszon, Csong Szonmin 10              | Pont      | Sznicina 15            | Vukoszung Sportcsarnok, Peking Nézőszám: 11 083 Játékvezetők: Nikolaos Pitsilkas (GRE) |
| 2008. augusztus 15. 22:15 | I Miszon, Pjon Jonha 6                  | Lepattanó | Levcsanka 14           | Vukoszung Sportcsarnok, Peking Nézőszám: 11 083 Játékvezetők: Nikolaos Pitsilkas (GRE) |
| 2008. augusztus 15. 22:15 | Pjon Jonha 3                            | Gólpassz  | Marcsanka 5            | Vukoszung Sportcsarnok, Peking Nézőszám: 11 083 Játékvezetők: Nikolaos Pitsilkas (GRE) |

| 2008. augusztus 17. 11:15 | Ausztrália (AUS)                        | 75–55     | Oroszország (RUS)       | Vukoszung Sportcsarnok, Peking Nézőszám: 11 083 Játékvezetők: Pablo Estevez (ARG) |
| 2008. augusztus 17. 11:15 | (15–19, 10–18, 30–10, 20–8) Jegyzőkönyv |           |                         | Vukoszung Sportcsarnok, Peking Nézőszám: 11 083 Játékvezetők: Pablo Estevez (ARG) |
| 2008. augusztus 17. 11:15 | Snell, Jackson 16                       | Pont      | Hammon 20               | Vukoszung Sportcsarnok, Peking Nézőszám: 11 083 Játékvezetők: Pablo Estevez (ARG) |
| 2008. augusztus 17. 11:15 | Jackson 14                              | Lepattanó | Abroszimova, Oszipova 9 | Vukoszung Sportcsarnok, Peking Nézőszám: 11 083 Játékvezetők: Pablo Estevez (ARG) |
| 2008. augusztus 17. 11:15 | Harrower 7                              | Gólpassz  | Karpunyina 2            | Vukoszung Sportcsarnok, Peking Nézőszám: 11 083 Játékvezetők: Pablo Estevez (ARG) |

| 2008. augusztus 17. 14:30 | Lettország (LAT)                        | 68–72     | Dél-Korea (KOR) | Vukoszung Sportcsarnok, Peking Nézőszám: 11 083 Játékvezetők: Jose Carreon (PUR) |
| 2008. augusztus 17. 14:30 | (22–20, 13–22, 9–18, 24–12) Jegyzőkönyv |           |                 | Vukoszung Sportcsarnok, Peking Nézőszám: 11 083 Játékvezetők: Jose Carreon (PUR) |
| 2008. augusztus 17. 14:30 | Jēkabsone-Žogota 22                     | Pont      | Pak Csongun 17  | Vukoszung Sportcsarnok, Peking Nézőszám: 11 083 Játékvezetők: Jose Carreon (PUR) |
| 2008. augusztus 17. 14:30 | Tamane 11                               | Lepattanó | I Miszon 10     | Vukoszung Sportcsarnok, Peking Nézőszám: 11 083 Játékvezetők: Jose Carreon (PUR) |
| 2008. augusztus 17. 14:30 | Jēkabsone-Žogota 5                      | Gólpassz  | I Miszon 4      | Vukoszung Sportcsarnok, Peking Nézőszám: 11 083 Játékvezetők: Jose Carreon (PUR) |

| 2008. augusztus 17. 16:45 | Brazília (BRA)                           | 68–53     | Fehéroroszország (BLR)    | Vukoszung Sportcsarnok, Peking Nézőszám: 11 083 Játékvezetők: Juan Arteaga (ESP) |
| 2008. augusztus 17. 16:45 | (20–12, 19–14, 10–12, 19–15) Jegyzőkönyv |           |                           | Vukoszung Sportcsarnok, Peking Nézőszám: 11 083 Játékvezetők: Juan Arteaga (ESP) |
| 2008. augusztus 17. 16:45 | Santos 14                                | Pont      | Anufrijenka, Levcsanka 10 | Vukoszung Sportcsarnok, Peking Nézőszám: 11 083 Játékvezetők: Juan Arteaga (ESP) |
| 2008. augusztus 17. 16:45 | Nascimento 10                            | Lepattanó | Veramejenka 10            | Vukoszung Sportcsarnok, Peking Nézőszám: 11 083 Játékvezetők: Juan Arteaga (ESP) |
| 2008. augusztus 17. 16:45 | Nascimento 3                             | Gólpassz  | Marcsanka 4               | Vukoszung Sportcsarnok, Peking Nézőszám: 11 083 Játékvezetők: Juan Arteaga (ESP) |

### B csoport
| Csapat                 | M | Gy | V | P+  | P–  | Pk   |
| ---------------------- | - | -- | - | --- | --- | ---- |
| Egyesült Államok (USA) | 5 | 5  | 0 | 491 | 276 | +215 |
| Kína (CHN)             | 5 | 4  | 1 | 358 | 346 | +12  |
| Spanyolország (ESP)    | 5 | 3  | 2 | 350 | 354 | –4   |
| Csehország (CZE)       | 5 | 2  | 3 | 353 | 326 | +27  |
| Új-Zéland (NZL)        | 5 | 1  | 4 | 320 | 423 | –103 |
| Mali (MLI)             | 5 | 0  | 5 | 255 | 402 | –147 |

| 2008. augusztus 9. 11:15 | Mali (MLI)                               | 72–76     | Új-Zéland (NZL) | Vukoszung Sportcsarnok, Peking Nézőszám: 11 083 Játékvezetők: Stephen Seibel (CAN) |
| 2008. augusztus 9. 11:15 | (18–18, 15–24, 21–18, 18–16) Jegyzőkönyv |           |                 | Vukoszung Sportcsarnok, Peking Nézőszám: 11 083 Játékvezetők: Stephen Seibel (CAN) |
| 2008. augusztus 9. 11:15 | Maïga 18                                 | Pont      | Marino 19       | Vukoszung Sportcsarnok, Peking Nézőszám: 11 083 Játékvezetők: Stephen Seibel (CAN) |
| 2008. augusztus 9. 11:15 | Coulibaly 12                             | Lepattanó | Harmon 8        | Vukoszung Sportcsarnok, Peking Nézőszám: 11 083 Játékvezetők: Stephen Seibel (CAN) |
| 2008. augusztus 9. 11:15 | Maïga 3                                  | Gólpassz  | Marino 4        | Vukoszung Sportcsarnok, Peking Nézőszám: 11 083 Játékvezetők: Stephen Seibel (CAN) |

| 2008. augusztus 9. 14:30 | Spanyolország (ESP)                     | 64–67     | Kína (CHN)     | Vukoszung Sportcsarnok, Peking Nézőszám: 11 083 Játékvezetők: Jose Carrion (PUR) |
| 2008. augusztus 9. 14:30 | (15–18, 9–19, 20–15, 20–15) Jegyzőkönyv |           |                | Vukoszung Sportcsarnok, Peking Nézőszám: 11 083 Játékvezetők: Jose Carrion (PUR) |
| 2008. augusztus 9. 14:30 | Torrens 18                              | Pont      | Pien Lan 15    | Vukoszung Sportcsarnok, Peking Nézőszám: 11 083 Játékvezetők: Jose Carrion (PUR) |
| 2008. augusztus 9. 14:30 | Montañana 7                             | Lepattanó | Pien Lan 12    | Vukoszung Sportcsarnok, Peking Nézőszám: 11 083 Játékvezetők: Jose Carrion (PUR) |
| 2008. augusztus 9. 14:30 | Palau 4                                 | Gólpassz  | Miao Li-csie 3 | Vukoszung Sportcsarnok, Peking Nézőszám: 11 083 Játékvezetők: Jose Carrion (PUR) |

| 2008. augusztus 9. 20:00 | Egyesült Államok (USA)                   | 97–57     | Csehország (CZE) | Vukoszung Sportcsarnok, Peking Nézőszám: 11 083 Játékvezetők: Michael Aylen (AUS) |
| 2008. augusztus 9. 20:00 | (22–17, 27–14, 26–13, 22–13) Jegyzőkönyv |           |                  | Vukoszung Sportcsarnok, Peking Nézőszám: 11 083 Játékvezetők: Michael Aylen (AUS) |
| 2008. augusztus 9. 20:00 | Pondexter 12                             | Pont      | Veselá 8         | Vukoszung Sportcsarnok, Peking Nézőszám: 11 083 Játékvezetők: Michael Aylen (AUS) |
| 2008. augusztus 9. 20:00 | Fowles 14                                | Lepattanó | Veselá 9         | Vukoszung Sportcsarnok, Peking Nézőszám: 11 083 Játékvezetők: Michael Aylen (AUS) |
| 2008. augusztus 9. 20:00 | Lawson 3                                 | Gólpassz  | Machová 4        | Vukoszung Sportcsarnok, Peking Nézőszám: 11 083 Játékvezetők: Michael Aylen (AUS) |

| 2008. augusztus 11. 09:00 | Új-Zéland (NZL)                         | 62–85     | Spanyolország (ESP)         | Vukoszung Sportcsarnok, Peking Nézőszám: 11 083 Játékvezetők: Abreu Muhimua (MOZ) |
| 2008. augusztus 11. 09:00 | (7–18, 20–22, 20–20, 15–25) Jegyzőkönyv |           |                             | Vukoszung Sportcsarnok, Peking Nézőszám: 11 083 Játékvezetők: Abreu Muhimua (MOZ) |
| 2008. augusztus 11. 09:00 | Harmon 22                               | Pont      | Sánchez 19                  | Vukoszung Sportcsarnok, Peking Nézőszám: 11 083 Játékvezetők: Abreu Muhimua (MOZ) |
| 2008. augusztus 11. 09:00 | Wallbutton 6                            | Lepattanó | Montañana 7                 | Vukoszung Sportcsarnok, Peking Nézőszám: 11 083 Játékvezetők: Abreu Muhimua (MOZ) |
| 2008. augusztus 11. 09:00 | Harmon 3                                | Gólpassz  | Aguilar, Sánchez, Torrens 2 | Vukoszung Sportcsarnok, Peking Nézőszám: 11 083 Játékvezetők: Abreu Muhimua (MOZ) |

| 2008. augusztus 11. 11:15 | Csehország (CZE)                        | 81–47     | Mali (MLI) | Vukoszung Sportcsarnok, Peking Nézőszám: 11 083 Játékvezetők: Scott Butler (AUS) |
| 2008. augusztus 11. 11:15 | (23–4, 15–18, 18–11, 25–14) Jegyzőkönyv |           |            | Vukoszung Sportcsarnok, Peking Nézőszám: 11 083 Játékvezetők: Scott Butler (AUS) |
| 2008. augusztus 11. 11:15 | Machová 14                              | Pont      | Sissoko 24 | Vukoszung Sportcsarnok, Peking Nézőszám: 11 083 Játékvezetők: Scott Butler (AUS) |
| 2008. augusztus 11. 11:15 | Kulichová, Večeřová 7                   | Lepattanó | Sissoko 13 | Vukoszung Sportcsarnok, Peking Nézőszám: 11 083 Játékvezetők: Scott Butler (AUS) |
| 2008. augusztus 11. 11:15 | Mokrosová 3                             | Gólpassz  | Bagayoko 3 | Vukoszung Sportcsarnok, Peking Nézőszám: 11 083 Játékvezetők: Scott Butler (AUS) |

| 2008. augusztus 11. 20:00 | Kína (CHN)                               | 63–108    | Egyesült Államok (USA) | Vukoszung Sportcsarnok, Peking Nézőszám: 11 083 Játékvezetők: Romualdas Brazauskas (LTU) |
| 2008. augusztus 11. 20:00 | (11–33, 16–28, 19–20, 17–27) Jegyzőkönyv |           |                        | Vukoszung Sportcsarnok, Peking Nézőszám: 11 083 Játékvezetők: Romualdas Brazauskas (LTU) |
| 2008. augusztus 11. 20:00 | Miao Li-csie 16                          | Pont      | Thompson 27            | Vukoszung Sportcsarnok, Peking Nézőszám: 11 083 Játékvezetők: Romualdas Brazauskas (LTU) |
| 2008. augusztus 11. 20:00 | Pien Lan, Liu Tan, Szuj Fej-fej 4        | Lepattanó | Leslie 10              | Vukoszung Sportcsarnok, Peking Nézőszám: 11 083 Játékvezetők: Romualdas Brazauskas (LTU) |
| 2008. augusztus 11. 20:00 | Miao Li-csie, Sao Ting-ting 3            | Gólpassz  | Lawson, Pondexter 5    | Vukoszung Sportcsarnok, Peking Nézőszám: 11 083 Játékvezetők: Romualdas Brazauskas (LTU) |

| 2008. augusztus 13. 11:15 | Spanyolország (ESP)                     | 74–55     | Csehország (CZE) | Vukoszung Sportcsarnok, Peking Nézőszám: 11 083 Játékvezetők: Carl Jungebrand (FIN) |
| 2008. augusztus 13. 11:15 | (15–21, 13–6, 30–11, 16–17) Jegyzőkönyv |           |                  | Vukoszung Sportcsarnok, Peking Nézőszám: 11 083 Játékvezetők: Carl Jungebrand (FIN) |
| 2008. augusztus 13. 11:15 | Montañana 20                            | Pont      | Vítečková 12     | Vukoszung Sportcsarnok, Peking Nézőszám: 11 083 Játékvezetők: Carl Jungebrand (FIN) |
| 2008. augusztus 13. 11:15 | Pascua 8                                | Lepattanó | Machová 8        | Vukoszung Sportcsarnok, Peking Nézőszám: 11 083 Játékvezetők: Carl Jungebrand (FIN) |
| 2008. augusztus 13. 11:15 | Palau 5                                 | Gólpassz  | Machová 5        | Vukoszung Sportcsarnok, Peking Nézőszám: 11 083 Játékvezetők: Carl Jungebrand (FIN) |

| 2008. augusztus 13. 16:45 | Új-Zéland (NZL)                          | 63–80     | Kína (CHN)     | Vukoszung Sportcsarnok, Peking Nézőszám: 11 083 Játékvezetők: Yuji Hirahara (JPN) |
| 2008. augusztus 13. 16:45 | (18–26, 13–24, 17–15, 15–15) Jegyzőkönyv |           |                | Vukoszung Sportcsarnok, Peking Nézőszám: 11 083 Játékvezetők: Yuji Hirahara (JPN) |
| 2008. augusztus 13. 16:45 | Harmon, Marino 14                        | Pont      | Csen Nan 26    | Vukoszung Sportcsarnok, Peking Nézőszám: 11 083 Játékvezetők: Yuji Hirahara (JPN) |
| 2008. augusztus 13. 16:45 | Harmon 8                                 | Lepattanó | Csen Nan 17    | Vukoszung Sportcsarnok, Peking Nézőszám: 11 083 Játékvezetők: Yuji Hirahara (JPN) |
| 2008. augusztus 13. 16:45 | Bates 4                                  | Gólpassz  | Miao Li-csie 6 | Vukoszung Sportcsarnok, Peking Nézőszám: 11 083 Játékvezetők: Yuji Hirahara (JPN) |

| 2008. augusztus 13. 22:15 | Mali (MLI)                             | 41–97     | Egyesült Államok (USA) | Vukoszung Sportcsarnok, Peking Nézőszám: 11 083 Játékvezetők: Maogong Yang (CHN) |
| 2008. augusztus 13. 22:15 | (12–24, 16–27, 5–25, 9–21) Jegyzőkönyv |           |                        | Vukoszung Sportcsarnok, Peking Nézőszám: 11 083 Játékvezetők: Maogong Yang (CHN) |
| 2008. augusztus 13. 22:15 | Sininta 13                             | Pont      | Leslie 16              | Vukoszung Sportcsarnok, Peking Nézőszám: 11 083 Játékvezetők: Maogong Yang (CHN) |
| 2008. augusztus 13. 22:15 | Sissoko 7                              | Lepattanó | Fowles 6               | Vukoszung Sportcsarnok, Peking Nézőszám: 11 083 Játékvezetők: Maogong Yang (CHN) |
| 2008. augusztus 13. 22:15 | Bagayoko 3                             | Gólpassz  | Lawson 7               | Vukoszung Sportcsarnok, Peking Nézőszám: 11 083 Játékvezetők: Maogong Yang (CHN) |

| 2008. augusztus 15. 09:00 | Csehország (CZE)                        | 90–59     | Új-Zéland (NZL) | Vukoszung Sportcsarnok, Peking Nézőszám: 11 083 Játékvezetők: Chantal Julien (FRA) |
| 2008. augusztus 15. 09:00 | (26–12, 18–19, 21–7, 25–21) Jegyzőkönyv |           |                 | Vukoszung Sportcsarnok, Peking Nézőszám: 11 083 Játékvezetők: Chantal Julien (FRA) |
| 2008. augusztus 15. 09:00 | Machová 23                              | Pont      | Marino 22       | Vukoszung Sportcsarnok, Peking Nézőszám: 11 083 Játékvezetők: Chantal Julien (FRA) |
| 2008. augusztus 15. 09:00 | Veselá 10                               | Lepattanó | Wallbutton 10   | Vukoszung Sportcsarnok, Peking Nézőszám: 11 083 Játékvezetők: Chantal Julien (FRA) |
| 2008. augusztus 15. 09:00 | Veselá 5                                | Gólpassz  | Bates 5         | Vukoszung Sportcsarnok, Peking Nézőszám: 11 083 Játékvezetők: Chantal Julien (FRA) |

| 2008. augusztus 15. 16:45 | Kína (CHN)                              | 69–48     | Mali (MLI)          | Vukoszung Sportcsarnok, Peking Nézőszám: 11 083 Játékvezetők: Reynaldo Mercedes (DOM) |
| 2008. augusztus 15. 16:45 | (17–7, 20–13, 15–15, 17–13) Jegyzőkönyv |           |                     | Vukoszung Sportcsarnok, Peking Nézőszám: 11 083 Játékvezetők: Reynaldo Mercedes (DOM) |
| 2008. augusztus 15. 16:45 | Miao Li-csie 25                         | Pont      | Diawara, Sininta 11 | Vukoszung Sportcsarnok, Peking Nézőszám: 11 083 Játékvezetők: Reynaldo Mercedes (DOM) |
| 2008. augusztus 15. 16:45 | Csen Nan 9                              | Lepattanó | Sissoko 19          | Vukoszung Sportcsarnok, Peking Nézőszám: 11 083 Játékvezetők: Reynaldo Mercedes (DOM) |
| 2008. augusztus 15. 16:45 | Szuj Fej-fej 5                          | Gólpassz  | Diawara, Sininta 1  | Vukoszung Sportcsarnok, Peking Nézőszám: 11 083 Játékvezetők: Reynaldo Mercedes (DOM) |

| 2008. augusztus 15. 20:00 | Egyesült Államok (USA)                   | 93–55     | Spanyolország (ESP) | Vukoszung Sportcsarnok, Peking Nézőszám: 11 083 Játékvezetők: Fabio Facchini (ITA) |
| 2008. augusztus 15. 20:00 | (22–17, 17–17, 23–10, 31–11) Jegyzőkönyv |           |                     | Vukoszung Sportcsarnok, Peking Nézőszám: 11 083 Játékvezetők: Fabio Facchini (ITA) |
| 2008. augusztus 15. 20:00 | Thompson 17                              | Pont      | Valdemoro 17        | Vukoszung Sportcsarnok, Peking Nézőszám: 11 083 Játékvezetők: Fabio Facchini (ITA) |
| 2008. augusztus 15. 20:00 | Leslie 11                                | Lepattanó | Nicholls González 5 | Vukoszung Sportcsarnok, Peking Nézőszám: 11 083 Játékvezetők: Fabio Facchini (ITA) |
| 2008. augusztus 15. 20:00 | Lawson, Leslie, Parker 2                 | Gólpassz  | Martínez 2          | Vukoszung Sportcsarnok, Peking Nézőszám: 11 083 Játékvezetők: Fabio Facchini (ITA) |

| 2008. augusztus 17. 09:00 | Spanyolország (ESP)                     | 79–47     | Mali (MLI)         | Vukoszung Sportcsarnok, Peking Nézőszám: 11 083 Játékvezetők: Elena Chernova (RUS) |
| 2008. augusztus 17. 09:00 | (19–5, 17–16, 22–12, 21–13) Jegyzőkönyv |           |                    | Vukoszung Sportcsarnok, Peking Nézőszám: 11 083 Játékvezetők: Elena Chernova (RUS) |
| 2008. augusztus 17. 09:00 | Valdemoro 21                            | Pont      | Sissoko 17         | Vukoszung Sportcsarnok, Peking Nézőszám: 11 083 Játékvezetők: Elena Chernova (RUS) |
| 2008. augusztus 17. 09:00 | Montañana 9                             | Lepattanó | Diawara 15         | Vukoszung Sportcsarnok, Peking Nézőszám: 11 083 Játékvezetők: Elena Chernova (RUS) |
| 2008. augusztus 17. 09:00 | Montañana, Aguilar, Lima, Martínez 4    | Gólpassz  | Diawara, Kanoute 2 | Vukoszung Sportcsarnok, Peking Nézőszám: 11 083 Játékvezetők: Elena Chernova (RUS) |

| 2008. augusztus 17. 20:00 | Csehország (CZE)                         | 63–79     | Kína (CHN)      | Vukoszung Sportcsarnok, Peking Nézőszám: 11 083 Játékvezetők: Stephen Seibel (CAN) |
| 2008. augusztus 17. 20:00 | (11–24, 14–17, 20–24, 18–14) Jegyzőkönyv |           |                 | Vukoszung Sportcsarnok, Peking Nézőszám: 11 083 Játékvezetők: Stephen Seibel (CAN) |
| 2008. augusztus 17. 20:00 | Hartigová 15                             | Pont      | Miao Li-csie 21 | Vukoszung Sportcsarnok, Peking Nézőszám: 11 083 Játékvezetők: Stephen Seibel (CAN) |
| 2008. augusztus 17. 20:00 | Veselá, Večeřová 8                       | Lepattanó | Pien Lan 9      | Vukoszung Sportcsarnok, Peking Nézőszám: 11 083 Játékvezetők: Stephen Seibel (CAN) |
| 2008. augusztus 17. 20:00 | Veselá, Machová 3                        | Gólpassz  | Csen Nan 3      | Vukoszung Sportcsarnok, Peking Nézőszám: 11 083 Játékvezetők: Stephen Seibel (CAN) |

| 2008. augusztus 17. 22:15 | Új-Zéland (NZL)                         | 60–96     | Egyesült Államok (USA) | Vukoszung Sportcsarnok, Peking Nézőszám: 11 083 Játékvezetők: Luigi Lamonica (ITA) |
| 2008. augusztus 17. 22:15 | (18–23, 6–27, 18–25, 18–21) Jegyzőkönyv |           |                        | Vukoszung Sportcsarnok, Peking Nézőszám: 11 083 Játékvezetők: Luigi Lamonica (ITA) |
| 2008. augusztus 17. 22:15 | Marino 17                               | Pont      | Thompson 15            | Vukoszung Sportcsarnok, Peking Nézőszám: 11 083 Játékvezetők: Luigi Lamonica (ITA) |
| 2008. augusztus 17. 22:15 | Harmon 7                                | Lepattanó | Leslie, Fowles 6       | Vukoszung Sportcsarnok, Peking Nézőszám: 11 083 Játékvezetők: Luigi Lamonica (ITA) |
| 2008. augusztus 17. 22:15 | Marino 17                               | Gólpassz  | Taurasi 5              | Vukoszung Sportcsarnok, Peking Nézőszám: 11 083 Játékvezetők: Luigi Lamonica (ITA) |

## Egyenes kieséses szakasz
|  |               |                        |                        |                        |    |                        |                        |                   |                   |               |               |       |       |
|  | Negyeddöntők  | Negyeddöntők           | Negyeddöntők           |                        |    | Elődöntők              | Elődöntők              | Elődöntők         |                   |               | Döntő         | Döntő | Döntő |
|  | Negyeddöntők  | Negyeddöntők           | Negyeddöntők           |                        |    | Elődöntők              | Elődöntők              | Elődöntők         |                   |               | Döntő         | Döntő | Döntő |
|  | augusztus 19. |                        |                        |                        |    |                        |                        |                   |                   |               |               |       |       |
|  |               |                        |                        |                        |    |                        |                        |                   |                   |               |               |       |       |
|  | A2            | Oroszország (RUS)      | 84                     |                        |    |                        |                        |                   |                   |               |               |       |       |
|  | A2            | Oroszország (RUS)      | 84                     | augusztus 21.          |    |                        |                        |                   |                   |               |               |       |       |
|  | B3            | Spanyolország (ESP)    | 65                     |                        |    |                        |                        |                   |                   |               |               |       |       |
|  | B3            | Spanyolország (ESP)    | 65                     |                        |    | Oroszország (RUS)      | Oroszország (RUS)      | 52                |                   |               |               |       |       |
|  | augusztus 19. |                        |                        |                        |    | Oroszország (RUS)      | Oroszország (RUS)      | 52                |                   |               |               |       |       |
|  |               |                        | Egyesült Államok (USA) | Egyesült Államok (USA) | 67 |                        |                        |                   |                   |               |               |       |       |
|  | B1            | Egyesült Államok (USA) | Egyesült Államok (USA) | Egyesült Államok (USA) | 67 | 104                    |                        |                   |                   |               |               |       |       |
|  | B1            | Egyesült Államok (USA) |                        |                        |    | 104                    | augusztus 23.          |                   |                   |               |               |       |       |
|  | A4            | Dél-Korea (KOR)        | 60                     |                        |    |                        |                        |                   |                   |               |               |       |       |
|  | A4            | Dél-Korea (KOR)        | 60                     |                        |    | Egyesült Államok (USA) | Egyesült Államok (USA) | 92                |                   |               |               |       |       |
|  | augusztus 19. |                        |                        |                        |    | Egyesült Államok (USA) | Egyesült Államok (USA) | 92                |                   |               |               |       |       |
|  |               |                        | Ausztrália (AUS)       | Ausztrália (AUS)       | 65 |                        |                        |                   |                   |               |               |       |       |
|  | B2            | Kína (CHN)             | Ausztrália (AUS)       | Ausztrália (AUS)       | 65 | 77                     |                        |                   |                   |               |               |       |       |
|  | B2            | Kína (CHN)             | augusztus 21.          |                        |    | 77                     |                        |                   |                   |               |               |       |       |
|  | A3            | Fehéroroszország (BLR) | 62                     |                        |    |                        |                        |                   |                   |               |               |       |       |
|  | A3            | Fehéroroszország (BLR) | 62                     |                        |    | Kína (CHN)             | Kína (CHN)             | 56                | Bronzmérkőzés     | Bronzmérkőzés | Bronzmérkőzés |       |       |
|  | augusztus 19. |                        |                        |                        |    | Kína (CHN)             | Kína (CHN)             | 56                | Bronzmérkőzés     | Bronzmérkőzés | Bronzmérkőzés |       |       |
|  |               |                        | Ausztrália (AUS)       | Ausztrália (AUS)       | 90 |                        |                        | augusztus 23.     | augusztus 23.     | augusztus 23. |               |       |       |
|  | A1            | Ausztrália (AUS)       | Ausztrália (AUS)       | Ausztrália (AUS)       | 90 | 79                     |                        | augusztus 23.     | augusztus 23.     | augusztus 23. |               |       |       |
|  | A1            | Ausztrália (AUS)       |                        |                        |    |                        |                        | Oroszország (RUS) | Oroszország (RUS) | 94            |               |       |       |
|  | B4            | Csehország (CZE)       | 46                     |                        |    |                        |                        | Oroszország (RUS) | Oroszország (RUS) | 94            |               |       |       |
|  | B4            | Csehország (CZE)       | 46                     |                        |    | Kína (CHN)             | Kína (CHN)             | 81                |                   |               |               |       |       |
|  |               |                        |                        |                        |    | Kína (CHN)             | Kína (CHN)             | 81                |                   |               |               |       |       |

### Negyeddöntők
| 2008. augusztus 19. 14:30 | Kína (CHN)                                 | 77–62     | Fehéroroszország (BLR) | Vukoszung Sportcsarnok, Peking Nézőszám: 11 083 Játékvezetők: Fabio Facchini (ITA) |
| 2008. augusztus 19. 14:30 | (19–13, 19–12, 18–18, 21–19) Jegyzőkönyv   |           |                        | Vukoszung Sportcsarnok, Peking Nézőszám: 11 083 Játékvezetők: Fabio Facchini (ITA) |
| 2008. augusztus 19. 14:30 | Miao Li-csie 28                            | Pont      | Troina 15              | Vukoszung Sportcsarnok, Peking Nézőszám: 11 083 Játékvezetők: Fabio Facchini (ITA) |
| 2008. augusztus 19. 14:30 | Szung Hsziao-jün, Csen Nan, Szuj Fej-fej 4 | Lepattanó | Levcsanka 13           | Vukoszung Sportcsarnok, Peking Nézőszám: 11 083 Játékvezetők: Fabio Facchini (ITA) |
| 2008. augusztus 19. 14:30 | Miao Li-csie 3                             | Gólpassz  | Padabed, Marcsanka 5   | Vukoszung Sportcsarnok, Peking Nézőszám: 11 083 Játékvezetők: Fabio Facchini (ITA) |

| 2008. augusztus 19. 16:45 | Ausztrália (AUS)                        | 79–46     | Csehország (CZE)    | Vukoszung Sportcsarnok, Peking Nézőszám: 11 083 Játékvezetők: Romualdas Brazauskas (LTU) |
| 2008. augusztus 19. 16:45 | (23–10, 15–7, 23–10, 17–19) Jegyzőkönyv |           |                     | Vukoszung Sportcsarnok, Peking Nézőszám: 11 083 Játékvezetők: Romualdas Brazauskas (LTU) |
| 2008. augusztus 19. 16:45 | Jackson 17                              | Pont      | Večeřová, Machová 8 | Vukoszung Sportcsarnok, Peking Nézőszám: 11 083 Játékvezetők: Romualdas Brazauskas (LTU) |
| 2008. augusztus 19. 16:45 | Jackson 12                              | Lepattanó | Kulichová 5         | Vukoszung Sportcsarnok, Peking Nézőszám: 11 083 Játékvezetők: Romualdas Brazauskas (LTU) |
| 2008. augusztus 19. 16:45 | Harrower 4                              | Gólpassz  | Machová 4           | Vukoszung Sportcsarnok, Peking Nézőszám: 11 083 Játékvezetők: Romualdas Brazauskas (LTU) |

| 2008. augusztus 19. 20:00 | Egyesült Államok (USA)                 | 104–60    | Dél-Korea (KOR) | Vukoszung Sportcsarnok, Peking Nézőszám: 11 083 Játékvezetők: Stephen Seibel (USA) |
| 2008. augusztus 19. 20:00 | (25–21, 26–9, 26–9, 27–21) Jegyzőkönyv |           |                 | Vukoszung Sportcsarnok, Peking Nézőszám: 11 083 Játékvezetők: Stephen Seibel (USA) |
| 2008. augusztus 19. 20:00 | Fowles 26                              | Pont      | Kim Gjeljong 14 | Vukoszung Sportcsarnok, Peking Nézőszám: 11 083 Játékvezetők: Stephen Seibel (USA) |
| 2008. augusztus 19. 20:00 | Fowles 14                              | Lepattanó | Kim Gjeljong 5  | Vukoszung Sportcsarnok, Peking Nézőszám: 11 083 Játékvezetők: Stephen Seibel (USA) |
| 2008. augusztus 19. 20:00 | Augustus 3                             | Gólpassz  | Pak Csongun 7   | Vukoszung Sportcsarnok, Peking Nézőszám: 11 083 Játékvezetők: Stephen Seibel (USA) |

| 2008. augusztus 19. 22:15 | Oroszország (RUS)                        | 84–65     | Spanyolország (ESP)         | Vukoszung Sportcsarnok, Peking Nézőszám: 11 083 Játékvezetők: Ilija Belosevic (SRB) |
| 2008. augusztus 19. 22:15 | (10–21, 22–19, 24–15, 28–10) Jegyzőkönyv |           |                             | Vukoszung Sportcsarnok, Peking Nézőszám: 11 083 Játékvezetők: Ilija Belosevic (SRB) |
| 2008. augusztus 19. 22:15 | Scsogoleva 19                            | Pont      | Valdemoro 16                | Vukoszung Sportcsarnok, Peking Nézőszám: 11 083 Játékvezetők: Ilija Belosevic (SRB) |
| 2008. augusztus 19. 22:15 | Sztyepanova 10                           | Lepattanó | Pascua 6                    | Vukoszung Sportcsarnok, Peking Nézőszám: 11 083 Játékvezetők: Ilija Belosevic (SRB) |
| 2008. augusztus 19. 22:15 | Rahmatulina 4                            | Gólpassz  | Valdemoro, Palau, Torrens 1 | Vukoszung Sportcsarnok, Peking Nézőszám: 11 083 Játékvezetők: Ilija Belosevic (SRB) |

### Elődöntők
| 2008. augusztus 21. 20:00 | Oroszország (RUS)                       | 52–67     | Egyesült Államok (USA) | Vukoszung Sportcsarnok, Peking Nézőszám: 11 083 Játékvezetők: Cristiano Maranho (BRA) |
| 2008. augusztus 21. 20:00 | (16–13, 16–20, 8–15, 12–19) Jegyzőkönyv |           |                        | Vukoszung Sportcsarnok, Peking Nézőszám: 11 083 Játékvezetők: Cristiano Maranho (BRA) |
| 2008. augusztus 21. 20:00 | Sztyepanova 14                          | Pont      | Taurasi 21             | Vukoszung Sportcsarnok, Peking Nézőszám: 11 083 Játékvezetők: Cristiano Maranho (BRA) |
| 2008. augusztus 21. 20:00 | Korsztyin 8                             | Lepattanó | Fowles 10              | Vukoszung Sportcsarnok, Peking Nézőszám: 11 083 Játékvezetők: Cristiano Maranho (BRA) |
| 2008. augusztus 21. 20:00 | hat játékos 1                           | Gólpassz  | Smith 3                | Vukoszung Sportcsarnok, Peking Nézőszám: 11 083 Játékvezetők: Cristiano Maranho (BRA) |

| 2008. augusztus 21. 22:15 | Kína (CHN)                              | 56–90     | Ausztrália (AUS)  | Vukoszung Sportcsarnok, Peking Nézőszám: 11 083 Játékvezetők: Chantal Julien (FRA) |
| 2008. augusztus 21. 22:15 | (11–13, 7–21, 21–23, 17–33) Jegyzőkönyv |           |                   | Vukoszung Sportcsarnok, Peking Nézőszám: 11 083 Játékvezetők: Chantal Julien (FRA) |
| 2008. augusztus 21. 22:15 | Pien Lan 20                             | Pont      | Snell 16          | Vukoszung Sportcsarnok, Peking Nézőszám: 11 083 Játékvezetők: Chantal Julien (FRA) |
| 2008. augusztus 21. 22:15 | Liu Tan, Szuj Fej-fej 7                 | Lepattanó | Batkovic 13       | Vukoszung Sportcsarnok, Peking Nézőszám: 11 083 Játékvezetők: Chantal Julien (FRA) |
| 2008. augusztus 21. 22:15 | Pien Lan 2                              | Gólpassz  | Harrower, Snell 4 | Vukoszung Sportcsarnok, Peking Nézőszám: 11 083 Játékvezetők: Chantal Julien (FRA) |

### Bronzmérkőzés
| 2008. augusztus 23. 19:30 | Kína (CHN)                               | 81–94     | Oroszország (RUS) | Vukoszung Sportcsarnok, Peking Nézőszám: 11 083 Játékvezetők: Scott Butler (AUS) |
| 2008. augusztus 23. 19:30 | (23–24, 16–28, 18–20, 24–22) Jegyzőkönyv |           |                   | Vukoszung Sportcsarnok, Peking Nézőszám: 11 083 Játékvezetők: Scott Butler (AUS) |
| 2008. augusztus 23. 19:30 | Csen Nan 26                              | Pont      | Hammon 22         | Vukoszung Sportcsarnok, Peking Nézőszám: 11 083 Játékvezetők: Scott Butler (AUS) |
| 2008. augusztus 23. 19:30 | Pien Lan, Szuj Fej-fej 6                 | Lepattanó | Sztyepanova 9     | Vukoszung Sportcsarnok, Peking Nézőszám: 11 083 Játékvezetők: Scott Butler (AUS) |
| 2008. augusztus 23. 19:30 | Szung Hsziao-jün 7                       | Gólpassz  | Karpunyina 5      | Vukoszung Sportcsarnok, Peking Nézőszám: 11 083 Játékvezetők: Scott Butler (AUS) |

### Döntő
| 2008. augusztus 23. 22:00 | Ausztrália (AUS)                         | 65–92     | Egyesült Államok (USA) | Vukoszung Sportcsarnok, Peking Nézőszám: 11 083 Játékvezetők: Nikolaos Zavlanos (GRE) |
| 2008. augusztus 23. 22:00 | (15–22, 15–25, 24–22, 11–23) Jegyzőkönyv |           |                        | Vukoszung Sportcsarnok, Peking Nézőszám: 11 083 Játékvezetők: Nikolaos Zavlanos (GRE) |
| 2008. augusztus 23. 22:00 | Jackson 20                               | Pont      | Lawson 15              | Vukoszung Sportcsarnok, Peking Nézőszám: 11 083 Játékvezetők: Nikolaos Zavlanos (GRE) |
| 2008. augusztus 23. 22:00 | Jackson 10                               | Lepattanó | Leslie 7               | Vukoszung Sportcsarnok, Peking Nézőszám: 11 083 Játékvezetők: Nikolaos Zavlanos (GRE) |
| 2008. augusztus 23. 22:00 | Grima 2                                  | Gólpassz  | Thompson 4             | Vukoszung Sportcsarnok, Peking Nézőszám: 11 083 Játékvezetők: Nikolaos Zavlanos (GRE) |

| A 2008. évi nyári olimpiai játékok női kosárlabdatornájának olimpiai bajnoka |
| · EGYESÜLT ÁLLAMOK · 6. cím                                                  |
| ---------------------------------------------------------------------------- |

## Végeredmény
| A női kosárlabda sorrendje a 2008. évi nyári olimpiai játékokon | A női kosárlabda sorrendje a 2008. évi nyári olimpiai játékokon | A női kosárlabda sorrendje a 2008. évi nyári olimpiai játékokon | A női kosárlabda sorrendje a 2008. évi nyári olimpiai játékokon | A női kosárlabda sorrendje a 2008. évi nyári olimpiai játékokon | A női kosárlabda sorrendje a 2008. évi nyári olimpiai játékokon | A női kosárlabda sorrendje a 2008. évi nyári olimpiai játékokon | A női kosárlabda sorrendje a 2008. évi nyári olimpiai játékokon |    |  |
| Helyezés                                                        | Csapat                                                          | M                                                               | Gy                                                              | V                                                               | P+                                                              | P–                                                              | Pk                                                              | P  |  |
| --------------------------------------------------------------- | --------------------------------------------------------------- | --------------------------------------------------------------- | --------------------------------------------------------------- | --------------------------------------------------------------- | --------------------------------------------------------------- | --------------------------------------------------------------- | --------------------------------------------------------------- | -- |  |
| Arany                                                           | Egyesült Államok (USA)                                          | 8                                                               | 8                                                               | 0                                                               | 754                                                             | 453                                                             | +301                                                            | 16 |  |
| Ezüst                                                           | Ausztrália (AUS)                                                | 8                                                               | 7                                                               | 1                                                               | 583                                                             | 458                                                             | +125                                                            | 15 |  |
| Bronz                                                           | Oroszország (RUS)                                               | 8                                                               | 6                                                               | 2                                                               | 508                                                             | 471                                                             | +37                                                             | 14 |  |
| 4.                                                              | Kína (CHN)                                                      | 8                                                               | 5                                                               | 3                                                               | 572                                                             | 582                                                             | –10                                                             | 13 |  |
|                                                                 |                                                                 |                                                                 |                                                                 |                                                                 |                                                                 |                                                                 |                                                                 |    |  |
| 5.                                                              | Spanyolország (ESP)                                             | 6                                                               | 3                                                               | 3                                                               | 415                                                             | 438                                                             | –23                                                             | 9  |  |
| 6.                                                              | Csehország (CZE)                                                | 6                                                               | 2                                                               | 4                                                               | 399                                                             | 405                                                             | –6                                                              | 8  |  |
| 7.                                                              | Fehéroroszország (BLR)                                          | 6                                                               | 2                                                               | 4                                                               | 382                                                             | 409                                                             | –27                                                             | 8  |  |
| 8.                                                              | Dél-Korea (KOR)                                                 | 6                                                               | 2                                                               | 4                                                               | 412                                                             | 464                                                             | –52                                                             | 8  |  |
|                                                                 |                                                                 |                                                                 |                                                                 |                                                                 |                                                                 |                                                                 |                                                                 |    |  |
| 9.                                                              | Lettország (LAT)                                                | 5                                                               | 1                                                               | 4                                                               | 266                                                             | 315                                                             | –49                                                             | 6  |  |
| 10.                                                             | Brazília (BRA)                                                  | 5                                                               | 1                                                               | 4                                                               | 337                                                             | 354                                                             | –17                                                             | 6  |  |
| 11.                                                             | Új-Zéland (NZL)                                                 | 5                                                               | 1                                                               | 4                                                               | 320                                                             | 423                                                             | –103                                                            | 6  |  |
| 12.                                                             | Mali (MLI)                                                      | 5                                                               | 0                                                               | 5                                                               | 255                                                             | 402                                                             | –147                                                            | 5  |  |